# تدريبات التوعية ضمن مجموعات كبيرة
يشير مصطلح تدريبات التوعية ضمن مجموعات كبيرة إلى النشاطات التي تقدمها مجموعات مرتبطة بحركة الإمكانات البشرية والتي تزعم أنها ترفع مستوى الوعي بالذات وتحدث تحولات مرغوبة في الحياة الشخصية للأفراد. عرفت هذه التدريبات بكونها غير مألوفة وتستمر على مدار عدة أيام.
قد تضم برامج هذه التدريبات عدة مئات من الأفراد معًا. ذكرت التعريفات المبكرة لهذه البرامج أنها تتميز باستمرارها مدة طويلة بشكل غير معتاد، لكن النصوص الأحدث تذكر أن مدة التدريبات بين بضع ساعات إلى بضعة أيام.
ينقل فورسيث وكورازيني عن ليبرمان (1994) أن «نحو 1.3 مليون أميركي على الأقل شارك في جلسات تدريبات التوعية ضمن مجموعات كبيرة».

## تعريف تدريبات التوعية ضمن مجموعات كبيرة
يقارن روبنشتاين تدريبات التوعية ضمن مجموعات كبيرة ببعض مبادئ العلاج المعرفي، كفكرة أن الناس يمكن أن يغيروا حياتهم من خلال فهم الطريقة التي يرون بها الظروف الخارجية.
في كتاب بحث المستهلك: بطاقات بريدية من الحافة الذي يناقش الدراسات الاقتصادية والسلوكية، يقارن المؤلفون بين «الأماكن المغلقة» التي تستخدم في التدريب والبيئة «المفتوحة نسبيًا» في «متاجر البضائع المتنوعة».
وصف كتيب العلاج النفسي الجماعي تدريبات التوعية ضمن مجموعات كبيرة بأنه يركز على «القضايا الفلسفية والنفسية والأخلاقية». يرتبط هذا بالرغبة بزيادة الفعالية الشخصية للأفراد.
عرّف عالم النفس دينيس كون مصطلح تدريبات التوعية في جماعات كبيرة في كتيب علم النفس: رحلة بأنه «برامج تدعي أنها تزيد الوعي بالذات وتسهل التغيير الشخصي البنّاء». يُعرّف كون المصطلح بشكل إضافي في كتابه مقدمة إلى علم النفس.

## مقدمو برامج تدريبات التوعية ضمن مجموعات كبيرة
حدّد لو كيلرز، في صحيفة روكي ماونتين نيوز، معهد «ديناميكيات القيادة» (الذي عمل بين 1967-1973) بأنه بداية ما أسماه علماء النفس في ما بعد «تدريبات التوعية ضمن مجموعات كبيرة». تأثرت الكثير من التباينات في دورات تدريبات التحول بمعهد ديناميكيات القيادة بشكل مباشر أو غير مباشر. يشير مايكل لانجون إلى أن تدريبات ندوات إيرهارد كانت النموذج النمطي لهذه التدريبات في عقول الناس.
في أثناء عمله في «هوليدي ماجيك» حضر مؤسس «لايفسبرينغ» جون هانلي دروسًا في معهد ديناميكيات القيادة. كتب كريس ماثي، الذي كان في ذلك الوقت مرشحًا لنيل الدكتوراه في علم النفس السريري، أن معظم أشكال التدريب الموجودة تتبع غرار معهد ديناميكيات القيادة. ذكر ماثي أن مجموعات لايفسبرينغ، وإنسايت سيمينارز، وندوات بّي سي آي، والمحاربون الجدد، تأثرت جميعها بمعهد ديناميكيات القوة.

## التحليل الأكاديمي والدراسات
في مقالة خضعت لاستعراض الأقران نُشرت عام 1982 في «المراجعة السنوية في علم النفس» بعنوان «تدريبات التوعية ضمن مجموعات كبيرة»، حاول الكاتب تلخيص الأدبيات المتعلقة بموضوع تدريبات التوعية ضمن مجموعات كبيرة، لاستكشاف فعاليته وعلاقته بعلم النفس. يصف هذا المقال الأكاديمي التدريب ويحلله من منظور علم النفس متأثرًا بأعمال علماء النفس الإنسانيين، مثل كارل ماكس وأبراهام ماسلو ورولو ماي، ومترافقًا أحيانًا بحركة الإمكانات البشرية.
أخذت التدريبات التجارية تقنيات كثيرة من مجموعات المواجهة. كانت هذه التدريبات تحاذي علم النفس ولكنها تقع «خارج المجالات الأكاديمية لعلم النفس أو الطب النفسي، وكان معيار أدائها هو رضا العميل، ولم تتبع البحث المنهجي إلا نادرًا».
يصف المقال تدريبات ندوات إيرهارد، ويناقش الأدبيات حول شهادات المشاركين بها. ويلاحظ فروقًا ضئيلة في الاختبارات النفسية عند المشاركين بعد التدريب ويذكر الكلام المروي عن حدوث إصابات نفسية بين المتدربين. يأخذ المقال بعين الاعتبار المقارنة بين هذه التدريبات والتقنيات المعيارية المتبعة في العلاج النفسي، كالعلاج السلوكي والجماعي والعلاج النفسي الوجودي، ويختتم بالمناداة بإجراء «بحث موضوعي وصارم» وبأن متغيرات غير معروفة قد تكون السبب وراء بعض الآثار الإيجابية. نصح علماء النفس مرضى الفصام واضطراب الشخصية الحدية بتجنب هذه التدريبات.
تضم العوامل النفسية التي ذكرها الأكاديميون «الإغراق» والتطهير والعمومية (التماهي مع الآخرين) وزرع الأمل والتعرف وما أسماه سارتر «مؤلفات لا جدال فيها».
في عام 1989، منحت الجمعية الأمريكية لعلم النفس باحثين من جامعة كونيكتيكت «جائزة الإدارة للاستشاريين الوطنيين» عن دراستهم: «تقييم التدريبات على التوعية ضمن مجموعات كبيرة».
كتب عالم النفس ماثي في «مصلحة حماية المستهلك» لتشجيع المقدمين على المشاركة في هذه التدريبات على مناقشة الأمر مع معالج نفسي أو استشاري لتفحص المبادئ وراء البرنامج الذي يقدمون عليه وتحديد طرائق الفحوص المسبقة، وتدريب منفذي البرنامج، والكلفة الإجمالية للتدريب وأية رعاية تالية مقترحة. لاحظ فنكلشتاين الصعوبات الكثيرة في تقييم هذه البرامج، من رفض المؤيدين الصريح لنماذج دراسة محددة إلى صعوبة إيجاد مجموعات الضبط الصارمة. في بعض الأحيان، كانت المؤسسات التي تقدم هذه البرامج تشارك في تمويل الدراسات التي تجري حولها.
لم ينظر جميع الباحثين في المجال إلى هذه التدريبات بشكل إيجابي. وجد عالم النفس فيليب كوشمان أن البرنامج الذي درسه «يتكون من هجوم متعمّد على الذات». في دراسة عام 1983 أُجريت على لايفسبرينغ، وجد أنه «على الرغم من أن المشاركين يختبرون عادة إحساسًا عاليًا من السعادة نتيجة للتدريب، فإن هذه الظاهرة مَرَضية في أساسها» ما يعني أن «التدريب قوّض وظيفة الأنا وعزز تقهقرها إلى الحد الذي جعل اختبار الواقع معطوبًا بشكل كبير». مُوّلت دراسة ليبرمان عام 1987 جزئيًا من قبل لايفسبرينغ، ولاحظت الدراسة أن 5 أشخاص من عينة بلغت 289 من المشاركين اختبروا «استجابة إجهادية»، اختبر شخص واحد «مشهدًا ذهانيًا عابرًا». علق ليبرمان: «لا يمكن أن نعرف ما إذا كان هؤلاء الخمسة سيختبرون نفس الاستجابة الإجهادية لو وضعوا في ظروف أخرى، ولكن الدليل السريري يبين أن هذه الاستجابات مردها المباشر هو تلك التدريبات».

عبّر الفاتيكان عن رأيه بدورات العصر الجديد التدريبية:
«إن دورات العصر الجديد التدريبية (ما كان يعرف بندوات إيرهارد وغيرها) تمزج قيم الثقافة المضادة مع الحاجة السائدة لتحقيق النجاح والرضا الداخلي الناجم عن النجاح الخارجي ...»
في كتاب كون مقدمة في علم النفس، يشير الكاتب إلى الكثير من الدراسات التي تفترض أن الكثير من الفوائد المزعومة لهذه التدريبات تأخذ شكل «نوع من العلاج الوهمي».
يصف جارفيز هذه التدريبات بأنها «محط شك تربوي» في كتابه عام 2002 نظرية الممارسة والتعليم.
يذكر تابر أن «بعض هذه التدريبات والعلاج النفسي الجماعي تجسد عبادات غير دينية». ينتقد بينجامين هذه المجموعات لكلفتها العالية وخفاياها الروحية.

## تقنيات تدريبات التوعية ضمن مجموعات كبيرة
تشمل التقنيات المحددة التي تستخدم في التدريب:
- التأمل
- الارتجاع البيولوجي (التغذية الحيوية الراجعة)
- اللغة والمصطلحات الخاصة
- التنويم المغناطيسي الذاتي
- تقنيات الاسترخاء
- التصور
- البرمجة اللغوية العصبية
- اليوغا

تُستخدم هذه التقنيات في الجلسات الطويلة، المسماة أحيانَا جلسات الماراثون، وهي جلسات مدتها ثماني ساعات، تجري فيها مضايقة المشاركين والتقييد عليهم «ما يؤدي إلى انهيار الأنا، وبعدها يولدون من جديد».
يقدم مقال فنكلشتاين عام 1982 وصفًا تفصيليًا لبنية وتقنيات تدريب ندوات إيرهارد، تشبه التقنيات تلك المستخدمة في العلاج الجماعي ومجموعات المواجهة. ينظر الكتاب الأكاديمي «كتيب العلاج النفسي الجماعي» إلى التدريب على أنه «أقل انفتاحًا على الاختلافات الاستهلالية» لأنه يتبع «خطة مكتوبة مفصلة» لا تختلف بين تدريب وآخر.
في كتابه الحياة 102، يصف المشارك في التدريب والمدرب بيتر مكويليامز التقنيات الأساسية في التدريبات الماراثونية بكونها ضاغطة ومحررة طوال الوقت، مشبهًا إياها بأسلوب الاستجواب الذي يتبعه الشرطي فيكون شرطيًا طيبًا تارة وسيئًا تارة أخرى، وأيضًا بلقاء الإحياء، عبر جعل الشخص يشعر بالسوء نصف الوقت تقريبًا وإغراقه بعدها بالثناء فجأة. تجعل البرامج المشاركين يمرون باستجابة إجهادية ومستوى عالٍ من الإندورفين. يعطي مكويليامز أمثلة عن أنشطة التدريب المتنوعة التي تدعى العمليات، ويطلق عليها أسماء مثل «قنبلة الحب» و«قارب الحياة» و«حفلة كوكتيل» و«العناق»، والتي تستمر ساعات وأيام وترهق المشاركين ليصبحوا أكثر قابلية لتلقي رسالة المدرب سواءً أكانت في صالحهم أو لا.